# 烏克蘭人權

烏克蘭於2017年的人權分數為-1.00。人權分數，反映政府保護和尊重人權的程度。數值的範圍從大約-3.8到大約5.4，分數越高越好。

乌克兰人权是一个备受争议的議題。2018年，乌克兰被自由之家等组织标记为“部分自由”。
根据自由之家的说法，乌克兰在2014年親歐盟示威后实施了多项积极改革。该国在政治多元化、议会选举和政府透明度方面获得了更好的评价。截至2022年，该国被标记为“部分自由”。据欧洲安全與合作组织称，截至2015年，乌克兰的选举总体上尊重民主进程，但需要做出更多努力来增强公众信心 。
根据人权观察2014年的报告，在顿巴斯战争中，双方都违反了战争法。政府对媒体自由施加了过度限制，性别多样性没有得到充分尊重。2015年5月21日，烏克蘭最高拉达通过了一项决议，宣布暂停顿巴斯东部地区的人权公约 。

## 国际和欧洲人权条约

### 乌克兰是以下国际条约的缔约国
- 公民权利和政治权利国际公约 (ICCPR)
- （第一）公民权利和政治权利国际公约任择议定书
- 经济、社会、文化权利国际公约
- 消除对妇女一切形式歧视公约 (CEDAW)
- 《消除对妇女一切形式歧视公约任择议定书》
- 儿童权利公约 (CRC)
- 《儿童权利公约关于儿童卷入武装冲突问题的任择议定书》
- 消除一切形式种族歧视国际公约
- 禁止酷刑和其他残忍、不人道或有辱人格的待遇或处罚公约
- 禁止酷刑公约任择议定书
- 关于难民地位的公约（1951年）
- 关于难民地位的议定书（1967年）

乌克兰签署但尚未批准
- 国际刑事法院罗马规约

### 乌克兰是以下欧洲条约的缔约国
- 欧洲保护人权和基本自由公约 (ECHR) (1950年)
- 欧洲人权公约关于在和平时期废除死刑的第6号议定书（1983年）
- 欧洲人权公约关于普遍禁止歧视的第12号议定书（2000年）
- 《欧洲人权公约关于在任何情况下废除死刑的第 13 号议定书》（2002年）
- 保护少数民族框架公约

## 情况

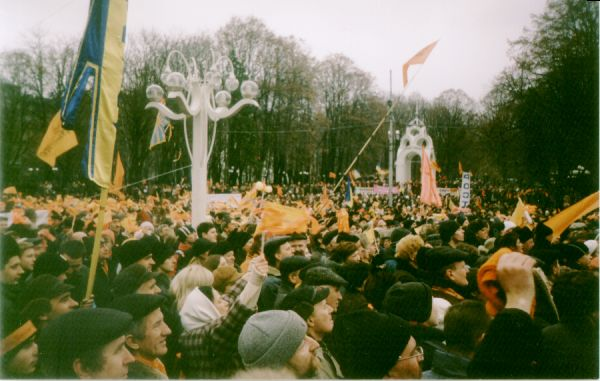
2004年橙色革命期间在哈尔科夫的会面

### 概述
乌克兰在2009年被自由之家等组织标记为“自由”。 他们在报告中说：“乌克兰拥有该地区最具活力的公民社会之一。越来越多的公民将問題掌握在自己手中，抗议不受欢迎的建筑，并揭露腐败。非政府组织的活动没有受到限制。工会有在运作，但很少观察到當地罢工和工人抗议，尽管对2008年秋季经济状况的不满普遍存在。工厂老板被认为仍然能够向工人施压，让他们根据老板的喜好投票。” 
2009年10月20日，欧洲委员会的专家表示：“在过去的五年中，欧洲委员会的专家们对乌克兰进行监督，实际上并没有对乌克兰公民社会的重要（过程的）形成表示担忧。乌克兰是欧洲民主国家之一，将保障人权作为一项国家政策，同时保障少数民族的权利。” 根据人权观察的说法，“虽然民间社会机构的运作大多没有政府干预，但警察滥用职权和侵犯弱势群体的权利……继续损害乌克兰的人权记录。” 
在2010年初，维克多·亚努科维奇於选举中勝出后，国际组织开始表达他们的关注。根据自由之家的说法，“總統亚努科维奇领导下的乌克兰已经变得不那么民主了，如果不遏制当前的趋势，它可能会走上专制和盗贼统治的道路。” 在當時的负面事态发展中，他们提到“对媒体的限制更加严格，对反对派人物的选择性起诉，乌克兰安全局令人担忧的侵擾，广泛批评 2010年10月的地方选举......以及基本的集会和言论自由受到侵蚀。 "这导致自由之家在《2011 年世界自由》(Freedom in the World 2011) 中将乌克兰从“自由”降级为“部分自由”。 同样在2011年，国际特赦组织谈到“关于在警察拘留期间遭受酷刑和虐待、限制言论和集会自由以及大规模仇外心理的指控数量有所增加”。 
在2010年无国界記者新闻自由指数中，乌克兰从第89位跌至第131位。 邻国俄罗斯的新闻自由排名第140位。  2011年12月，国际人权联盟称乌克兰是“最严重侵犯人权活动人士的国家之一”。 
截至2013年1月17日，乌克兰在欧洲人权法院的211起案件中全部败诉。 

### 公平审判权
生效的宪法修正案不利于公平审判，因为它们重新引入了检察官办公室的所谓普遍监督。其他严重问题包括由于法院超负荷而导致的案件审查时间过长；侵犯武器平等；不遵守无罪推定；未执行法院裁决；以及高度腐败的法院。 独立律师和人权活动人士抱怨說，乌克兰法官经常面临作出特定判决的压力。 
根据自由之家的说法，自橙色革命以来，司法机构变得更有效率，腐败更少。 
自2010年以来，知名政治人物尤莉婭·季莫申科、尤里·盧岑科、伊戈爾·季堅科、 阿納托利·馬卡連科和瓦列里·伊瓦先科的審判已被欧盟委员会、美国和其他国际组织形容為「不公平、不透明、不独立” 和“选择性起诉政治对手”。   总统维克多·亚努科维奇在2012年2月下旬表示，这些審判“不符合欧洲的标准和原则”。 

### 媒体自由和信息自由
2007年，在乌克兰各省，有關针对调查或揭露腐败或其他政府不当行为的记者之匿名攻击和威胁持续存在。  总部设在美国的保护记者委员会于2007年得出结论，指这些袭击，以及警方在某些情况下不愿追捕肇事者，“有助于营造一种对独立记者有罪不罚的氛围”。  
乌克兰在无国界记者组织的新闻自由指数中的排名近年来一直在第90位左右（2009年为第89位，  2008年为第87位  ），而在2002年甚至排名第112位，2004年則排名第132位。 
自2010年2月维克托·亚努科维奇当选乌克兰总统以来，乌克兰记者和国际新闻监察组织抱怨乌克兰新闻自由的恶化。 亚努科维奇於2010年5月回應指，他“深深地重视新闻自由”和“必须确保社会的无障碍获取信息的自由、独立媒体”。 匿名记者在2010年5月初表示，他们自愿调整他们的报道，以免冒犯亚努科维奇政府和阿扎罗夫政府。 阿扎罗夫政府否认对媒体进行审查，总统政府和亚努科维奇总统本人也予以否認。
欧洲安全与合作组织在2014年5月的一份报告指出，自2013年11月以来，當地发生了大约300起對乌克兰媒体的暴力袭击事件。 对当局所称的“亲分离主义”观点的镇压引发了西方人权监督者的失望。例如，2014年9月11日，乌克兰安全局关闭Vesti的报纸，指其“侵犯乌克兰的领土完整”，此舉迅速引起了保护记者委员会和欧洲安全与合作组织的谴责。 
乌克兰还关闭了几家俄罗斯经营的电视台，理由是為它们提供宣传。  2017年2月，乌克兰政府禁止从俄罗斯商业进口图书，俄罗斯图书占所有图书销售的60%。 

### 言论自由和良心自由

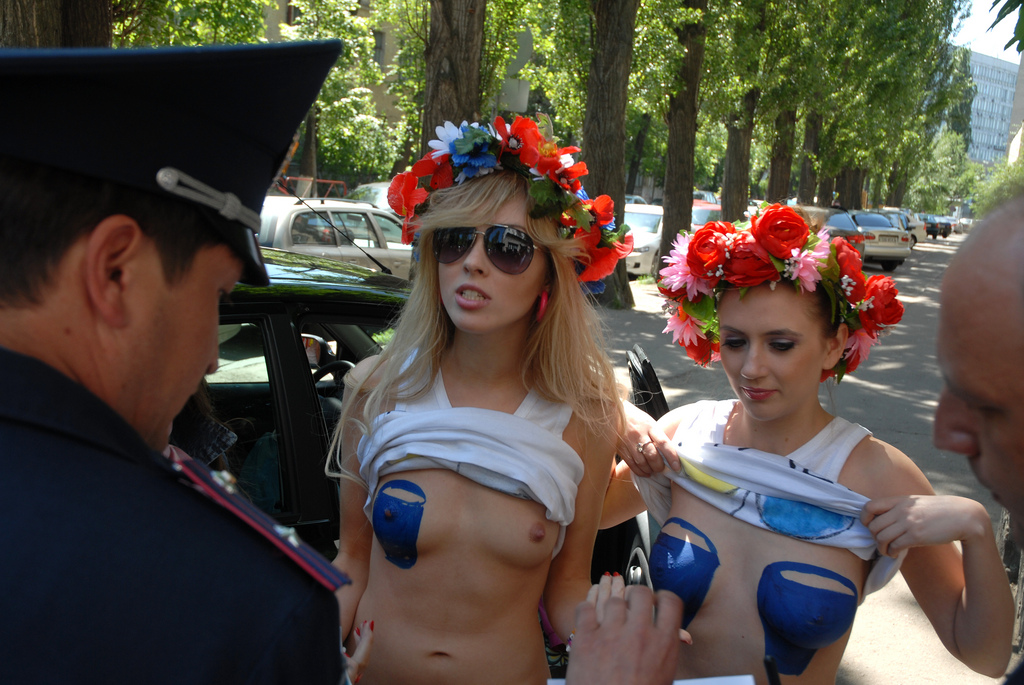
FEMEN是2008年在乌克兰成立的女权主义抗议组织。該組织因组织 反对性旅游的裸照抗议活动、 宗教机构、 性别歧视和同性恋恐惧而享誉国际

国际特赦组织呼吁释放乌克兰记者鲁斯兰·科察巴（Ruslan Kotsaba），并宣布他為良心犯。 

### 酷刑和拘留条件
在2007年期间，关于警察实施酷刑和虐待的报告持续存在，审前羁押时间过长也是如此。令人关切的主要问题是拘留所的不人道条件，牢房人满为患，卫生条件恶劣，缺乏适当的医疗服务。該一年，一些流放地发生了多次集体自杀未遂事件。  
2014年8月6日，国际特赦组织发表了一份報告，有關在乌克兰东部不负责任地绑架和拘留平民并对其施以酷刑的情況。此外，该组织谴责腐败官员手中软弱和穷人所发生的事情，以及乌克兰当局未能对侵犯人权行为进行必要的调查。 
新的酷刑证据自2016年5月起发布。根据《泰晤士报》引述联合国人权事务助理秘书长伊万•西蒙诺维奇的说法，乌克兰当局以及分离主义的顿涅茨克和卢甘斯克人民共和国当局都允许酷刑和秘密监狱，“无视人权”已经根深蒂固和成系统性。 《纽约时报》报道说，在交换囚犯之后，一些被拘留者带着明显的伤痕离开了乌克兰监狱。 2016年5月25日，联合国防止酷刑小组委员会 (SPT) 暂停了对乌克兰的访问，原因是政府拒绝其进入该国多个地区怀疑这些秘密监狱所在的地方。    

### 侵犯人权和愛滋病毒/艾滋病流行
乌克兰政府已经采取了一些积极的措施来抗击艾滋病毒/艾滋病，主要是在立法和政策改革方面。但是，这些重要的承诺在刑事司法和卫生系统中正因对吸毒者、性工作者和艾滋病毒/艾滋病感染者的广泛侵犯人权而受到破坏。 

### 移民和难民
由于跨越多个政府机构和部门的高度分散的结构，乌克兰的庇护系统几乎无法运作。创建单一迁移系统的过程很慢；对该系统的政治干预很普遍，移民和寻求庇护者权利的滥用仍在继续。

### 人口贩卖
在欧洲，人们越来越意识到人口贩运是一个人权问题。共产主义的结束导致人口贩运的增加，大多数受害者是被迫卖淫的妇女。   2013年，乌克兰是为性剥削和强迫劳动而被贩运的人员（主要是妇女和儿童）的原籍国和过境国。 木炭生产和色情制品已于2014年12月被美国劳工部列入乌克兰国家童工或强迫劳动生产的商品清单。乌克兰政府在打击贩运方面表现出一定的承诺，但因未完全遵守消除贩运的最低标准以及预防贩运工作不足而受到批评。 

### 针对妇女的暴力
对妇女的暴力行为是乌克兰文化中根深蒂固的社会问题，它是由传统的男性和女性刻板印象造成的。  苏联时代并未认识到这一点，但近几十年来，该问题成为乌克兰社会和学术学者讨论的重要话题。据欧安组织估计，针对妇女的暴力行为在乌克兰普遍存在，其造成的死亡人数是该国东部省份持续武装冲突的三倍。 

### 语言权利
2017年，乌克兰政府通过了一项新的教育法，以改革教育体系。因为該法律设想所有中学教育都将以乌克兰语授课，其語言规定在当地和邻国都引起了极大的争议。根据法律，幼儿园和小学的少数民族语言教学不受影响，但在中学阶段，少数民族语言现在被缩减为特殊课程。该法的通过在匈牙利、罗马尼亚、俄罗斯、波兰、保加利亚等国引起强烈反响。例如，罗马尼亚议会通過了批评该法律的声明，并警告，如果不尊重少数民族的语言权利，乌克兰就不能在欧盟一体化方面走得更远。 
乌克兰当局已将该法律提交威尼斯委员会审查，该委员会负责处理欧洲的权利和民主纠纷。在正式通过的一份意见中，委员会表示“国内和国际上的强烈批评，尤其是缩小少数民族语言教育范围的规定似乎是有道理的”。 

## 顿巴斯战争
在顿巴斯持续的战争中，乌克兰失去了对顿涅茨克人民共和国和卢甘斯克人民共和国领土的控制，因此暂停了其在那里的人权义务。2015年5月21日，烏克蘭最高拉达通过了一项决议，宣布退出《公民权利和政治权利国际公约》（第2、9、12、14、17条） 、保护人权和基本自由（第5、6、8、13条）和《欧洲社会宪章》 （第1章p. 2, 4 p. 2-3, 8 p. 1, 14 p. 1, 15,16,17 p. 1a p. 1c, 23,30, 31 p. 1-2) 在顿巴斯地区，直到“俄罗斯停止对乌克兰东部的侵略”。  

## 乌克兰人权组织
- “公民倡议”协会（Kirovohrad） [66] （烏克蘭語）
- 乌克兰执法人权监察员协会 (Association UMDPL)
- 公民方法和信息中心«宇宙»（Civic Methodics and Information Center）
- 切尔尼吉夫保护公民宪法权利委员会[67]
- 乌克兰选民委员会[68]
- 乌克兰全国社区代表大会[69]
- 顿涅茨克纪念馆[70]
- “专业协助”（IAPS）（波尔塔瓦地区） [71] （俄語）
- 烏克蘭赫爾辛基人權聯盟
- 敖德萨人权组织“Veritas” [72] （俄語）
- 烏克蘭赫爾辛基人權聯盟
- Road Control

## 在乌克兰设有分支机构的国际人权组织
- 国际特赦组织乌克兰，由Oksana Pokalchuk领导（2017年至今）
- 国际人权协会-乌克兰分会[73] （烏克蘭語）
- 莫斯科赫尔辛基小組